# Rafa Guijosa
Rafael Guijosa Castillo (Alcalá de Henares, España, 31 de enero de 1969), conocido como Rafa Guijosa, es un exjugador y entrenador español de balonmano, nombrado Mejor Jugador del Mundo en 1999. Ocupaba la demarcación de extremo izquierdo.
Fue internacional con la selección española de balonmano 119 partidos anotando 538 goles. Además obtuvo una medalla de bronce en los Juegos Olímpicos de Sídney 2000, entre otros tantos logros con la Selección, y con sus clubes.
Debutó como entrenador en el BM Alcobendas de División de Honor "B" en la temporada 2003-04, y logró el ascenso a la Liga ASOBAL en esa primera temporada. Logró la permanencia en su primera temporada en la máxima categoría, pero no pudo repetir en la segunda. En la temporada 2007-08 logró de nuevo el ascenso a División de Honor.
Como entrenador ha dirigido a equipos como BM Alcobendas, Juventud Alcalá o BM Guadalajara y a selecciones como la de Ruanda o Irán, combinado nacional al que actualmente entrena.

## Clubes

### Como jugador
- FC Barcelona: 1994-2002
- Juventud Alcalá
- BM. Guadalajara

### Como entrenador
- BM Alcobendas: 2003-2008
- Ademar de León: 2015-2019
- Club Balonmano Águilas: 2023-2024

## Palmarés

### Como jugador

#### Títulos de selección
- Medalla de plata en el Campeonato Europeo de Balonmano Medalla de plata en el Europeo de Italia 1998.
- Medalla de bronce en los Juegos Olímpicos de Sídney 2000.
- Medalla de bronce en el Europeo de Croacia 2000.

#### Títulos de club
- 9 Ligas ASOBAL: 1988-1989, 1989-1990, 1990-1991, 1991-1992, 1995-1996, 1996-1997,1997-1998, 1998-1999, 1999-2000.
- 6 Copas del Rey: 1989-1990,1992-1993, 1993-1994, 1996-1997, 1997-1998,1999-2000.
- 9 Supercopas de España: 1988-1989, 1989-1990, 1990-1991,1991-1992, 1993-1994, 1996-1997, 1997-1998, 1999-2000, 2000-2001.
- 5 Copas ASOBAL: 1994-1995, 1995-1996, 1999-2000, 2000-2001, 2001-2002.

- 5 Copas de Europa:1995-1996, 1996-1997, 1997-1998,1998-1999, 1999-2000.
- 2 Recopas de Europa: 1993-1994, 1994-1995.
- 1 Copa EHF: 2002-2003.
- 4 Supercopas de Europa: 1997, 1998, 1999, 2000.

- 5 Ligas de los Pirineos: 1997, 1998, 1999, 2000, 2001.
- 11 Ligas Catalanas: 1990-1991, 1991-1992, 1992-1993, 1993-1994, 1994-1995, 1996-1997, 1997-1998, 1998-1999, 1999-2000, 2000-2001, 2001-2002.

#### Consideraciones personales
- Mejor Jugador del Mundo por la IHF: 1999

### Como entrenador
- 2 División de Honor "B": 2003-2004 y 2007-2008

- Datos: Q721514